# Nowa Huta (zajezdnia tramwajowa)
Nowa Huta – zajezdnia tramwajowa MPK z siedzibą w Krakowie przy ulicy Ujastek 12, na rogu z ulicą Karola Łowińskiego.

## Historia zajezdni
- 1965 – Budowa hali głównej.
- 1969 – Pierwsze wagony typu 102N/102Na.
- 1975 – Pierwsze wagony typu 105N.
- 1980 – Budowa myjni, akumulatorni oraz drugiej hali służącej do naprawy i remontów wagonów.
- 1989 – Pierwsze wagony typu T4+B4.
- 1995 – Pierwsze wagony typu GT6.
- 2004 – Pierwsze wagony typu E1+c3.
- 2006 – Modernizacja dwóch torów w hali głównej.
- 2015 – Pierwsze wagony typu 2014N
- 2016 – Oddanie do użytku nowego budynku administracyjno-biurowego, wraz z dyspozytornią oraz poczekalnią dla prowadzących pojazdy.
- 2016 – Wyburzenie dotychczasowego budynku administracyjno-biurowego, oraz dotychczasowego budynku myjni.
- 2016 – Budowa nowego budynku myjni.
- 2017 – Oddanie do użytku nowej myjni.
- 2021 – Oddanie nowej hali służącej do naprawy i remontów wagonów.
- 2024 – Budowa nowej hali służącej do naprawy i remontów wagonów.

## Ilostan taboru
| Typ taboru                     | Liczba wagonów | Liczba pociągów    | Rozpoczęcie eksploatacji/zakończenie eksploatacji | przewóz osób na wózkach |
| ------------------------------ | -------------- | ------------------ | ------------------------------------------------- | ----------------------- |
| Konstal 105Na                  | 0              | 0                  | 1975/2023                                         |                         |
| SGP/Lohner E1                  | 11             | 11                 | 2004                                              |                         |
| SGP/Lohner c3                  | 11             | 11 (doczepy do E1) | 2004                                              |                         |
| MAN N8S                        | 5              | 5                  | 2006                                              | przewóz osób na wózkach |
| MAN N8C                        | 7              | 7                  | 2012                                              | przewóz osób na wózkach |
| Rotax/MPK EU8N                 | 40             | 40                 | 2009                                              | przewóz osób na wózkach |
| Protram 405N                   | 1              | 1                  | 2012                                              | przewóz osób na wózkach |
| PESA 2014N                     | 22             | 22                 | 2015                                              | przewóz osób na wózkach |
| Stadler Tango Lajkonik seria 1 | 35             | 35                 | 2020                                              | przewóz osób na wózkach |
| Stadler Tango Lajkonik seria 2 | 45             | 45                 | 2022                                              | przewóz osób na wózkach |

Ilostan na 2.02.2024

## Galeria

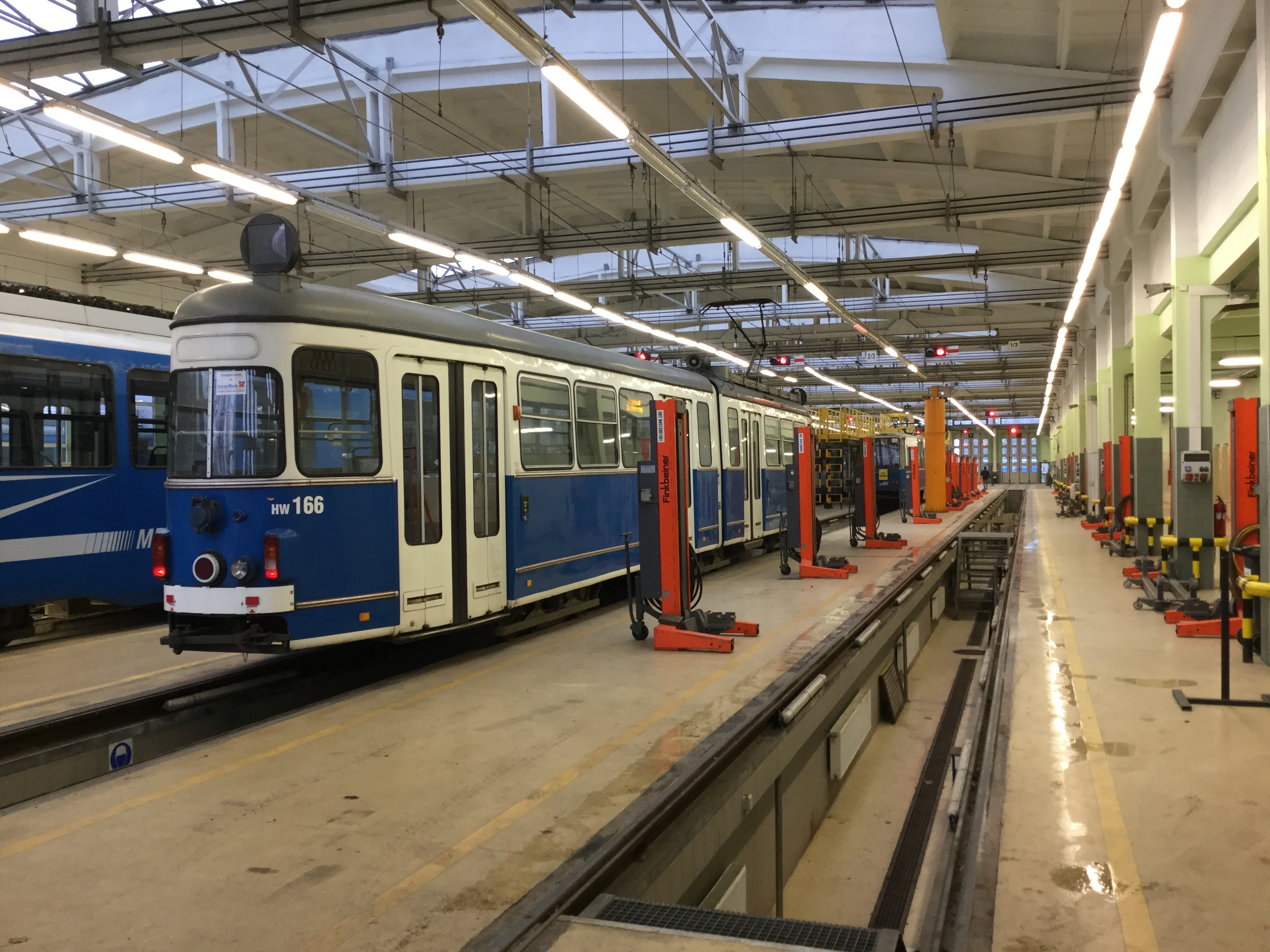
Wnętrze hali głównej
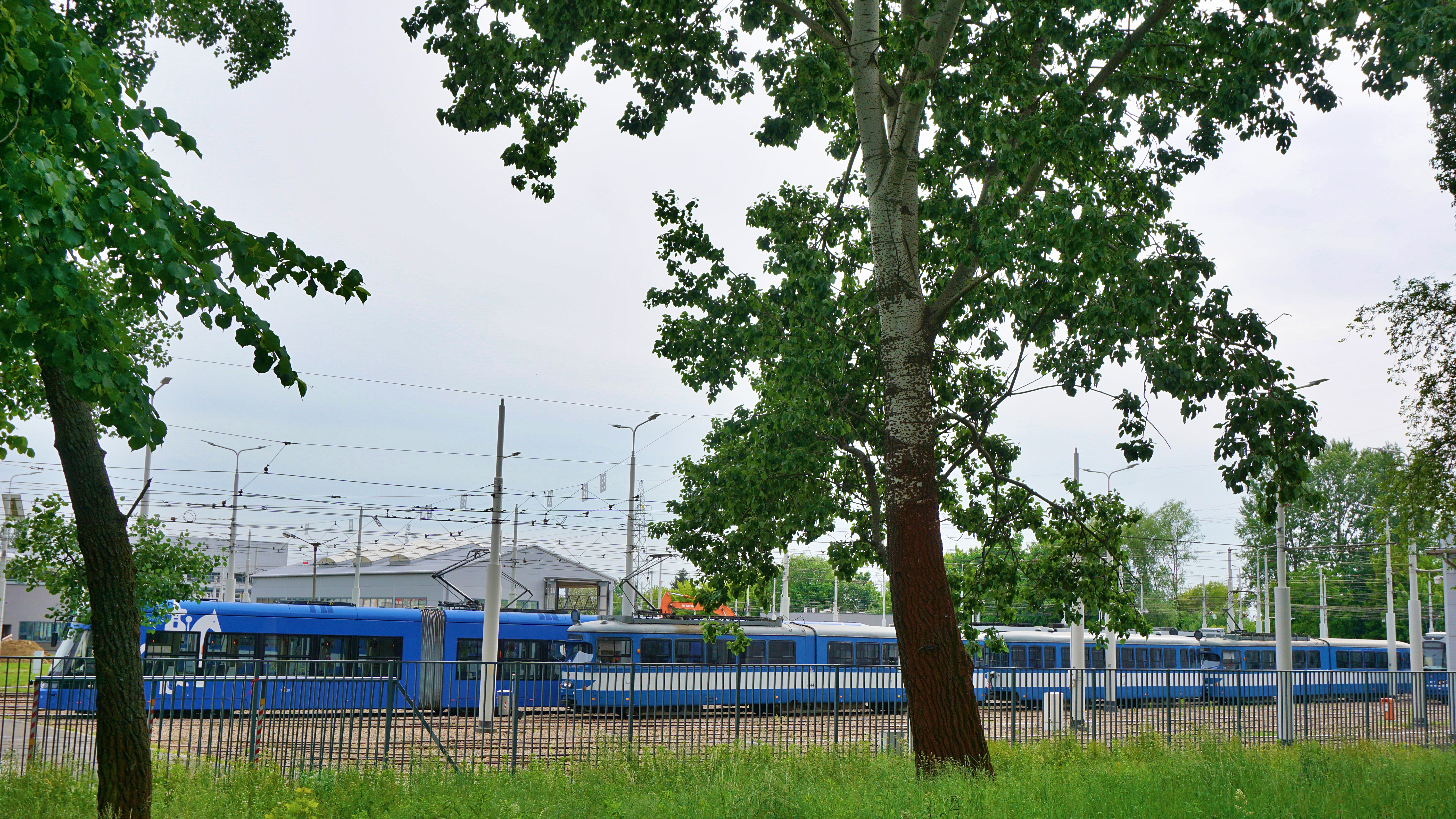
Widok od północy, od strony ulicy Karola Łowińskiego